# 트롬쇠 국제영화제

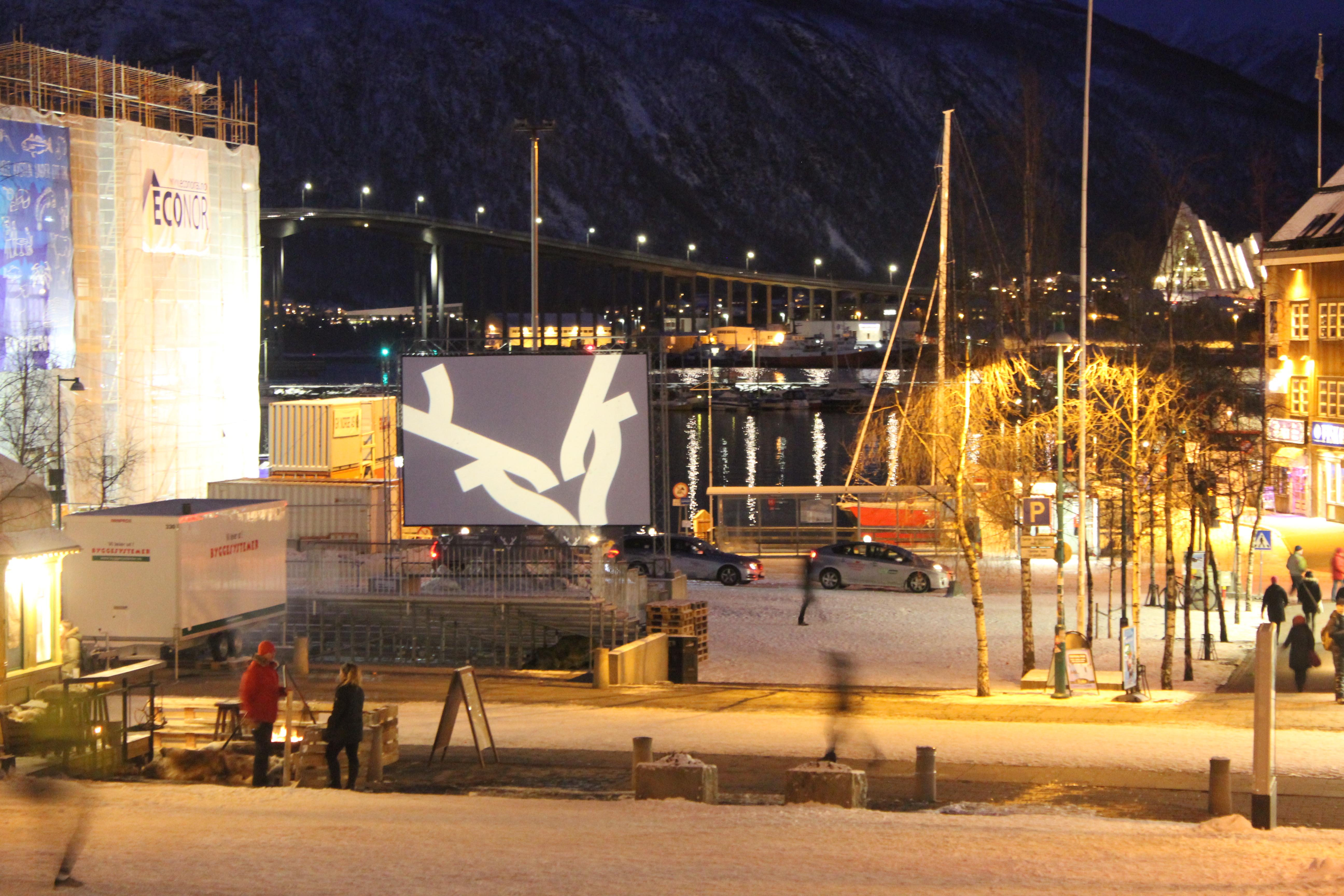

트롬쇠 국제영화제(Tromsø International Film Festival, TIFF)는 노르웨이 트롬쇠에서 1월 3째주에 열리는 연례 영화제이다.

## 수상
- 리턴 (2003년 영화)
- 이노센트 보이스
- 블랙 스완 (영화)
- 노 (영화)
- 제네시스: 세상의 소금
- 램스
- 그들이 진심으로 엮을 때
- 어느 여자의 전쟁
- 기생충 (영화)